# Kurt Joachim Lauk
Kurt Joachim Lauk este un om politic german, membru al Parlamentului European în perioada 2004-2009 din partea Germaniei.
1. ↑  „Kurt Joachim Lauk”, Gemeinsame Normdatei, accesat în 11 decembrie 2014
2. ↑  Deputații în Parlamentul European